# 吹田市立千里たけみ小学校
吹田市立千里たけみ小学校（すいたしりつ せんりたけみしょうがっこう）は、大阪府吹田市にある公立小学校。

## 概要
千里ニュータウンの開発に伴い、1967年に吹田市立竹見台小学校として開校した。地域の人口と児童数の増加によりマンモス校となったため、1978年には吹田市立南竹見台小学校を分離した。
竹見台小学校と南竹見台小学校は、同一敷地内に校舎を設置していた。運動場にタイルを埋め込んで2つに区切り、普段はそれぞれの小学校が運動場を半分ずつ使用していた。運動会の際には両校で日程調整をおこない、開催時期をずらして運動場を全面使用していた。校舎の新設・建て替えや災害などの際に仮校舎として一時的に他校を間借りする形態は時々みられるが、本校舎として2小学校が敷地を共有していたのは、日本全国をみても珍しい立地条件だった。
その後、少子化や千里ニュータウンの高齢化に伴って児童数が減少したため、2003年に竹見台小学校と南竹見台小学校の2校が統合し、千里たけみ小学校として発足した。
吹田市教育委員会は2010年、竹見台中学校と千里たけみ小学校・桃山台小学校の3校を連携型小中一貫校へ改編する構想を明らかにした。2011年に、吹田市立竹見台中学校・吹田市立桃山台小学校・吹田市立千里たけみ小学校の3校の既存の施設をそのまま使用する施設分離型の小中一貫教育校「千里みらい夢学園」を発足。
3校は校舎統合などはおこなわずに従来の校地で教育活動を実施する一方、小学校6年の児童が週1回中学校に通学して授業などを受けている。なお、吹田市での小中一貫校の設置は初めてとなる。またこれに伴い、従来、南千里中学校校区だった吹田市立桃山台小学校は「千里みらい夢学園」を構成する1校として改編されることになり、桃山台小学校卒業生の進学先中学校は2011年度より吹田市立南千里中学校から吹田市立竹見台中学校へと変更になった。

## 沿革
- 1967年（昭和42年） - 前身校の吹田市立竹見台小学校が、現在地に開校。
- 1978年（昭和53年） - 竹見台小学校から吹田市立南竹見台小学校を分離（竹見台小学校と同一敷地内に開設）。
- 2000年（平成12年） - 竹見台・南竹見台の2校とも、吹田市教育委員会から「幼小中連携教育」研究校に指定される。
- 2003年（平成15年） - 竹見台・南竹見台の2校統合。吹田市立千里たけみ小学校が発足。
- 2011年（平成23年） - これまで1小1中で連携、一貫を進めてきた竹見台中学校と近隣の桃山台小学校との2小1中で、施設分離型の小中一貫教育リーディングスクール「千里みらい夢学園」として開校。

## 通学区域
- 吹田市竹見台。

卒業生は吹田市立竹見台中学校へ進学する。

## 出身者
- 井川祐輔 - サッカー選手。（旧・南竹見台小学校）

## 交通
- 阪急千里線 南千里駅 西へ約700m。
- 北大阪急行電鉄南北線 桃山台駅 東へ約800m。